# Parvanachis obesa
Parvanachis obesa, tên tiếng Anh: fat dovesnail, là một loài ốc biển, là động vật thân mềm chân bụng sống ở biển trong họ Columbellidae.